# Avatha subpunctata
Avatha subpunctata är en fjärilsart som beskrevs av Bethune-Baker 1906. Avatha subpunctata ingår i släktet Avatha och familjen nattflyn. Inga underarter finns listade i Catalogue of Life.